# Nícies (escriptor)
Nícies (Nicias, Nikías Νικίας) fou un escriptor grec. Va escriure sobre pedres l'obra anomenada Περὶ Λίθων, esmentada per Plutarc i per Estobeu. Fabricius el classifica com a metge però no hi cap prova sobre que hagués exercit també aquest ofici.